# Heinrich Friese
Heinrich Friedrich August Karl Ludwig Friese (Schwerin, 4 mei 1860 - Schwerin, 8 september 1948) was een Duits entomoloog, gespecialiseerd in bijen. 
Hij was een telg van het Mecklenburgische orgelbouwersgeslacht Friese. Aanvankelijk volgde hij een opleiding in het familiebedrijf, maar hij besloot zich te wijden aan de biologie. Hij ontwikkelde zich tot een bijenkenner, en de resultaten van zijn onderzoeksreizen naar onder meer Spanje, Frankrijk en Hongarije verwerkte hij in het zesdelige werk Die Bienen Europas (Apidae Europaeae) (1895-1901). Tussen 1883 en 1939 beschreef hij meer dan 1900 nieuwe soorten, vrijwel alle bijen, uit alle delen van de wereld. In 1923 verscheen zijn Die europäischen Bienen (Apidae): das Leben und Wirken unserer Blumenwespen. Hij werkte onder meer in Innsbruck, Jena en ten slotte in zijn geboortestad Schwerin, waar hij verbonden was aan het Landesgesundheitsamt.
Het bijengeslacht Eufriesea is naar hem genoemd, evenals een aantal afzonderlijke soorten als  Megachile friesei of Sphecodes friesei.